# Aslackby and Laughton
Aslackby and Laughton is een civil parish in het bestuurlijke gebied South Kesteven, in het Engelse graafschap Lincolnshire. Volgens de volkstelling in 2001 had de civil parish een inwoneraantal van 243. Aslackby and Laughton bestaat uit het dorp Aslackby, het gehucht Laughton en enkele boerderijen.